# Sutton Courtenay
Sutton Courtenay est un village et une paroisse civile de l'Oxfordshire, au Royaume-Uni. Il est situé sur la Tamise, à trois kilomètres au sud de la ville d'Abingdon. Administrativement, il relève du district du Vale of White Horse. Au recensement de 2011, il comptait 2 421 habitants.

## Histoire
Le village de Sutton Courtenay est historiquement situé dans le Berkshire. Il appartient à l'Oxfordshire depuis 1974 et les modifications apportées aux subdivisions anglaises par le Local Government Act 1972. L'ancienne abbaye de Sutton Courtenay est située à Sutton Courtenay.

## Personnalités
- L'auteur britannique George Orwell y est inhumé.
- Mathilde l'Emperesse, princesse anglo-normande puis impératrice du Saint-Empire, serait née à Sutton en février 1102.
- Le réalisateur, scénariste et producteur de cinéma américain Tim Burton a emménagé dans la ville en 2006 avec Helena Bonham Carter, dans un complexe de trois maison appeler Mill House and The Wharf, Sutton Courtenay, il y habiterait encore dans cet ville et cet maison. à définir